# Wilhelm Jeute

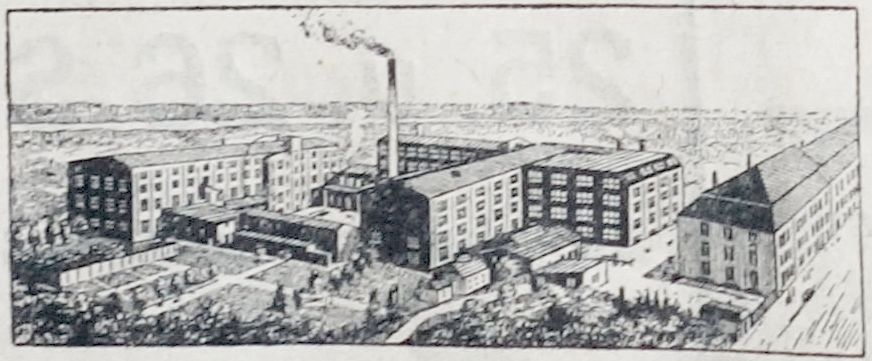
Werksanlage Wilhelm Jeute GmbH (um 1920)

Die Wilhelm Jeute GmbH war eine in ihrem Fachbereich bedeutende Rauchwarenzurichterei (Pelzfellgerberei) und -veredlerei in den Leipziger Bezirken Plagwitz und Lindenau (früher Markranstädt), zuletzt Angerstraße 44. Das Gebäude mit seinem Pförtnerhäuschen ist heute ein Kulturdenkmal. Die Firma wurde 1879 vom Namensgeber Friedrich August Wilhelm Jeute (* 18. Oktober 1850, † 8. Februar 1922) gegründet. Das Unternehmen vertrieb und setzte als erstes eine Entfleischmaschine ein, deren Einführung zum Streik in verschiedenen Zurichtereien führte.

## Allgemein
Das ehemalige Pelzhandelszentrum Leipziger Brühl hatte bis zum Zweiten Weltkrieg den Ruf als „Weltstraße der Pelze“. Das in Leipzig um die Straße Brühl gelegene Rauchwaren- und Pelzwaren-Großhandelsviertel, der bis 1933 weltbedeutendste Rauchwaren-Großhandelsplatz, verlor seine Führungsrolle, als in dem Jahr die Nationalsozialisten die Macht übernahmen.
Einige Zeit erwirtschafteten die in Leipzig ansässigen Unternehmen der Rauchwarenbranche den größten Anteil der Steuereinnahmen Leipzigs, 1913 sollen es etwa 40 Prozent des Steueraufkommens gewesen sein. Mehr als 11.000 Leipziger waren in der Rauchwarenwirtschaft beschäftigt. Ein Drittel der Welternte an Rauchwaren wurde über den Brühl umgeschlagen. In und um Leipzig hatten sich an den Fließgewässern zahlreiche Betriebe der Pelzzurichtung und Pelzveredlung angesiedelt. Orte mit besonders vielen Unternehmen waren neben Leipzig unter anderem Markranstädt, Naunhof, Rötha, Schkeuditz und Taucha.
Die Bedeutung Leipzigs als Pelzhandelszentrum und der Pelzveredlung für Gesamtdeutschland ging nach dem Zweiten Weltkrieg zu Ende. Versuche, den Brühl nach der Wiedervereinigung als Pelzhandelszentrum zu erhalten, schlugen fehl, nach kurzer Zeit gab es dort keine Pelzunternehmen mehr. Der Mittelpunkt des Pelzhandels verblieb weiter ausschließlich in dem nach dem Krieg entstandenen Pelzhandelszentrum um die Frankfurter Niddastraße.

## Biografie, Firmengeschichte

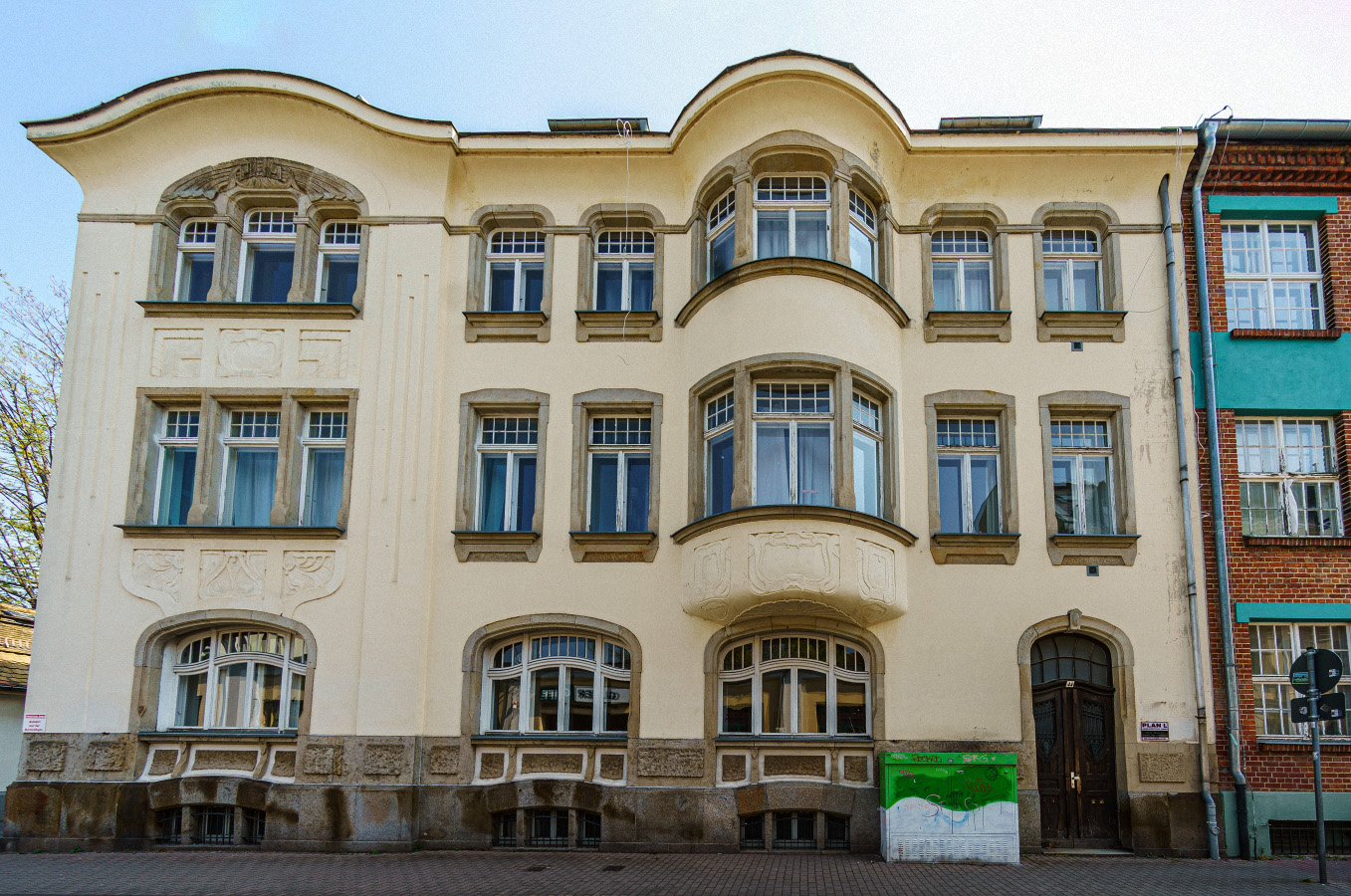
Vorderfront des ehemaligen Firmengebäudes Angerstraße 44 (2022)

Im Jahr 1887 beschäftigte Wilhelm Jeute 108 Arbeiter. Der Betrieb besaß zwei Dampfmaschinen von 40 Pferdestärken sowie drei Kessel von 110 m² Heizfläche. Als besondere Spezialitäten des Unternehmens wurden für 1886 als Beispiele genannt: Hasenfelle und Weißfuchsfelle sowie Luchsfelle, die schwarz gefärbt wurden. Neben anderen Sorten wurden in dem Jahr etwa 22.000 Luchsfelle gefärbt. Im Jahr 1889 waren es unter anderem 39.000 Opossumfelle, 10.000 Luchsfelle, 312.000 weiße Hasenfelle und keine Fuchsschweife; 1890 dagegen 10.000 Opossum, 150.000 Luchse, 70.000 weiße Hasen und 53.000 Fuchsschweife. In den 1880er Jahren war Jeute, zusammen mit Walters Nachfolger AG. in Markranstädt, der erste Bearbeiter von Nutriafellen in der Qualität, wie sie künftig in großer Menge in die Pelzmode kamen. 1897 hatte man sich neu der Braunfärberei zugewandt.
Als es Mitte Februar 1901 in Leipzig und Umgebung zu einem allgemeinen Streik kam, war auch ein Vertreter der Firma Jeute an den Beilegungsverhandlungen beteiligt. Ausgelöst hatte den Streik eine Entlassung einer Anzahl Mitglieder des Verbandes bei der Rauchwarenfärberei Kniesche in Wahren. Nach fünf Wochen wurde der Streik vor dem Leipziger Gewerbegericht, das als Einigungsamt fungierte, beigelegt.
Im Jahr 1905 war das Unternehmen noch auf der Angerstraße 38 (Adresse später Nr. 44), um diese Zeit wurde das Werk von Heinrich Jeute geführt. Bis 1914 kamen Kaninfelle in besonderen Farben nicht aus dem Pelzhandelszentrum um den Leipziger Brühl, sondern aus Frankreich und Belgien. Die Firma Wilhelm Jeute wurde zusammen mit den Unternehmen genannt, die es waren, „die sich dem Artikel Kanin zuwandten und ihn in ständigem Vorwärtsschreiten zu der Höhe führten die alle hielten - und die dem deutschen Kanin im Auslande die Beliebtheit einbrachte, die keine noch so große Anstrengung der Konkurrenz auszuschalten vermochte“. Bereits lange vor dem Ersten Weltkrieg manipulierte die Firma Theuerkauf australische Kaninfelle unter dem geschützten Namen „Loutrine“. Kurz vor dem Krieg entwickelte die Jeute eine neue Farbe, die unter dem ebenfalls geschützten Namen „Molin“ in den Handel kam und nur für das Unternehmen Theuerkauf gefärbt werden durfte. Es war eine „sehr schöne graue Maulwurffarbe“, die von dem damaligen Angestellten, später selbständigen Rauchwarenchemiker A. Arnold entwickelt worden war. Zusammen mit der Entwicklung neuer Farbstoffe durch die chemische Industrie warb man 1922 „Blau auf gangbarste Fellsorten“.
Im Jahr 1920 schloss sich die Wilhelm Jeute G. m. b. H. mit fünf weiteren bedeutenden Pelzveredlungsunternehmen zusammen. Mit den Firmen A. Herzog, Theodor Kniesche G. m. b. H., Dr. Friedrich König G. m.b. H., Marquardt & König G. m. b. H. und Thorer & Co. gründeten sie als Kartellorgan die Vereinigten Rauchwaren-Veredlungswerke G. m. b. H. Der Zweck war „restloses Austauschen der Patente, restloses Austauschen der Erfahrungen und gemeinsame Preis und Verbandspolitik“. Das Joint Venture war mit dem Ziel gegründet worden, die unterschiedlichen Erfahrungen zu teilen, technisches Wissen zu verbessern und dabei die individuellen Interessen beiseite zu stellen: „Als nächstes werden wir zusammenarbeiten, um unsere bisherigen Methoden zu verfeinern und neue zu entwickeln. Der Ruf und die Geschichte der einzelnen Unternehmen garantieren Leistung und Prozess.“ Seit 1924 wurde bereits keine einheitlich gerichtete Kartellpolitik mehr verfolgt, bald darauf bestand nur noch der Mantel.
1933 ging die Rauchwarenzurichterei Wilhelm Jeute G. m. b. H., Leipzig-Lindenau, Angerstraße 44 in Liquidation. Unter der Adresse waren auch der Färbermeister Edmund Jeute und der Kaufmann Rudolf Jeute gemeldet. Im selben Gebäude befand sich die Färbereitechnik Fritz Wackermann. 1934 inserierte das Leipziger Spezialunternehmen für Pelzveredlermaschinen, Paul Taubert: „Durch die Auflösung des Betriebes der bekannten und hochmodern eingerichteten Firma Wilhelm Jeute GmbH in Leipzig-Lindenau bin ich in der Lage, alle Arten von Maschinen, Apparaten, Geräten sowie Einrichtungsgegenständen preiswert zu verkaufen“.
Im Jahre 1936 fuhr Melanie Jeute (in den Auswanderer-Passagierlisten auch fälschlich „Jente“ geschrieben) aus Leipzig/Lindenau zu ihrem Onkel Bruno nach Amerika (Bruno Pladeck, 8242-Furmanville Ave., Elmhurst, L. I., NY), im Juni in der Touristenklasse, im Oktober in der III. Klasse.
Das Grab von Wilhelm Jeute befindet sich auf dem Friedhof Leipzig-Lindenau in der Merseburger Straße 148, zusammen mit der Kaufmannswitwe Melanie Jeute, geborene Kniesche (* 14. Mai 1889, † 26. Oktober 1945), direkt neben der Grabstätte der Familie des Rauchwarenfärbers Arthur Kniesche.

## „Jeute“-Maschine

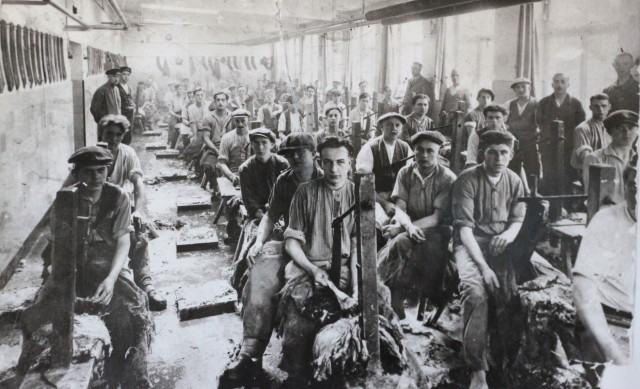
Zurichter an der Kürschnerbank (1930er Jahre)

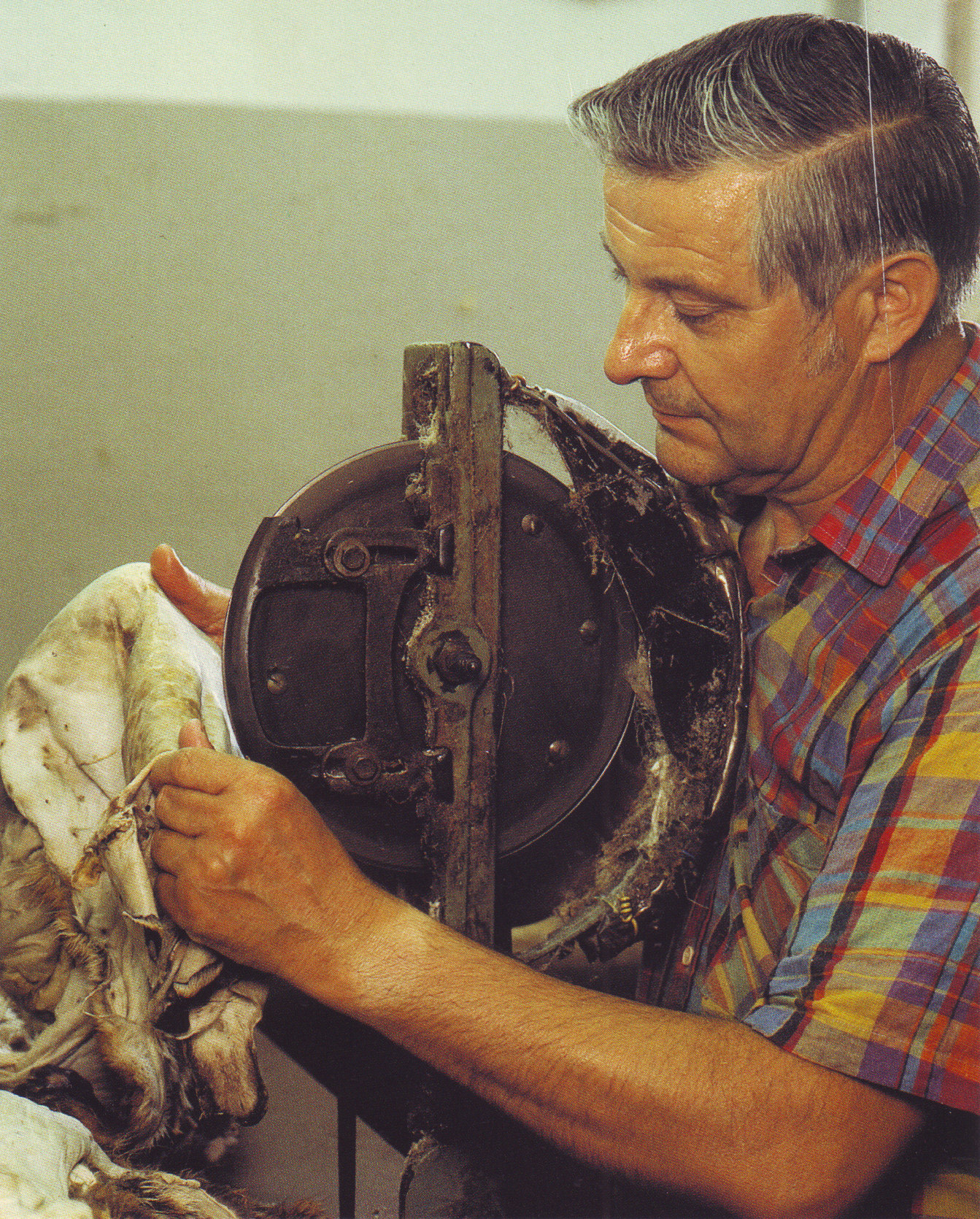
Zurichter am Kreismesser (Firma Udo Meinelt & Söhne, Rötha, 1997)

Mit der Erfindung der Pelznähmaschine um 1900 und einer Mode, bei der Pelz mit der Haarseite nach außen getragen wurde, entwickelte sich die Pelzbranche in außergewöhnlichem Ausmaß. Wesentlich größere Materialmengen waren damit auch von den fellgerbenden und färbenden Betrieben zu bewältigen. Insbesondere die preiswerten, in großer Stückzahl anfallenden Sorten verlangten nach einer maschinellen Unterstützung der Arbeitsprozesse. Vor allem im Textilsektor war es bereits seit der ersten Hälfte des 19. Jahrhunderts zu Protesten gegen die Mechanisierung der Gewerbe gekommen, die den Wegfall von Arbeitskräften oder den Ersatz durch ungelernte Kräfte bedeuteten. Die auch von Wilhelm Jeute als „Maschinenstürmer“ bezeichneten Arbeiter versuchten, letztlich vergeblich, deren Einführung zu verhindern.
Der erste deutsche Rauchwarenzurichter, der eine Entfleischmaschine einsetzte, war Wilhelm Jeute. Das Kreismesser beziehungsweise Rundmesser, heute auch Dünnschneidemaschine genannt, hieß in Leipzig die „Jeute“-Maschine. Fälschlicherweise wurde sie oft als Eigenbau des Unternehmens angesehen, auch wenn manche andere der technischen Neuerungen oder Verbesserungen aus Leipziger Zurichtereien stammten. Vielmehr erinnert der Name an den Streik, den ihre Einführung auslöste. Er fiel in die Zeit einer ohnehin verstärkten Auseinandersetzung zwischen Unternehmen und schlecht bezahlten Arbeitnehmern der Pelzbranche, schon 1900 hatten Entlassungen bei dem Kaninfellveredler Theodor Kniesche zu einer Arbeitsniederlegung geführt. Der Produzent der patentrechtlich geschützten Entwicklung war Tanner & Co., Paris. Jeute besaß bis 1913 den Alleinvertrieb für den deutschsprachigen Raum. Für eine monatliche Gebühr von 10 Mark konnte man sie bei ihm mieten.
Der Hersteller hatte eine einfache Bedienung versprochen, eine Umstellung auf ungelernte, also schlechter bezahlte Arbeitskräfte, wäre möglich, eine Produktionssteigerung auf das Dreifache wäre sicher. Tatsächlich erfüllte die Maschine diese Anforderungen. Unerwartet stieg jedoch die Fehlerquote, als die Fellart gewechselt wurde. Die Maschine eignete sich nicht im gleichen Maß für alle Artikel und schon überhaupt nicht für die individuelle Zurichtung der in unterschiedlicher Qualität anfallenden Rohfelle. Um dem abzuhelfen, wurden in den Werkstätten beide Verfahren vereinigt. Die grobe Arbeit erfolgte mit der Maschine, die Feinarbeit an der Kürschnerbank. In den USA wurde die Maschine intensiver eingesetzt, was aber zu mehr Reklamationen führte und den Ruf der um Leipzig ansässigen Zurichtereien und deren Auftragslage verbesserte.
Die erste Auseinandersetzung wegen der Maschine entstand am 19. Oktober 1904 bei der Firma Tunger in Markranstädt, die jedoch bereits am 23. Oktober beigelegt wurde. Am 24. November desselben Jahres kam es zum Streik bei Jeute. Am 24. November 1904 traten dort 41 Zurichter in den Ausstand. Am 14. Oktober 1905 wurde bei der Firma Enke in Hamburg gestreikt, im Juni und Juli des Jahres bei den Firmen Herzog und Petzold in Lindenau, hier waren 44 Zurichter beteiligt. Am 21. September legten 55 Kollegen der Aktiengesellschaft Markranstädt die Arbeit nieder Es folgte der Streik bei Scholz & Sohn in Schkeuditz mit 26 Mitarbeitern. Am 28. Dezember 1905 streikten die Arbeiter der Firma Tunger erneut. Alle diese Kämpfe gingen zu Ungunsten der Arbeitnehmer aus. Der Zurichtergeselle Alexander, ebenfalls mit dem Nachnamen Tunger, aus Markranstädt meinte, „daß es mit der Herrlichkeit der erst so überschwänglich gepriesenen Erfindung nichts ist; daß es an der Maschine eher weniger als mehr geleistet wird, als was der einzelne jetzt ohne dieselbe fertigstellt, und daß die Güte der Arbeit nicht bloß manches, sondern alles zu wünschen übrig läßt.“ Alexander Tunger stellte kurz darauf fest, dass durch die Aufstellung der Maschine die Firmen Jeute und Herzog der Gewerkschaft völlig verloren gegangen waren: „Man hat geglaubt, daß der Zurichter unersetzlich sei, und man hat bezweifelt, daß die Arbeit nach einiger Übung durch ungelernte Arbeiter gemacht werden kann. Die Erfahrung hat aber bewiesen, daß wir ersetzt sind, denn obwohl wir die Sperre aufgehoben haben, sind keine gelernten Leute wieder eingestellt worden; daß beweist, daß die Arbeitgeber uns ersetzt haben.“ In der Arbeitnehmerschaft gelangte man bald immer mehr zu der Einsicht, dass es ein Fehler war, die Maschinen als Konkurrenten anzusehen.
Jeute stellte branchenfremde Maschinenarbeiter aus Leipzig als Streikbrecher ein, kaum eines der von ihnen zugerichteten Felle soll brauchbar gewesen sein. Am „Eisernen Gesellen“ wollte niemand der Fachkräfte arbeiten, darin war man unter den Kollegen solidarisch. Unter Polizeischutz wurden die Arbeitswilligen vom Bahnhof Marktredwitz zu den Fabriken geführt. Die allgemeine Stimmung war gegen die streikenden Zurichter, von denen man sagte, sie würden sich nur gegen den technischen Fortschritt stemmen, Solidaritätsstreiks blieben aus. Nach fünf Wochen waren die Streikfonds der Gewerkschaft aufgebraucht. Drei Zurichter, die Funktionäre Harnisch und Chemnitz und der Sekretär des Fabrikarbeiterverbandes Max Rost wurden verhaftet und wegen Landfriedensbruch mit drei bis fünf Jahren Zuchthaus bestraft. Der Leipziger Historiker Walter Fellmann stellte fest: „Innerhalb der Branche wurde vor dem Ersten Weltkrieg kaum ein anderer Streik mit derartiger Verbitterung geführt und brutaler niedergeschlagen als dieser“. Als straffe Organisation setzten die Zurichter als Erste Tarifverträge in der Pelzbranche durch. Im Jahr 1911 kam es noch einmal zu einem Streik. Immer mehr hochspezialisierte Maschinen gelangten in die Betriebe, was letztlich als unentbehrliches Inventar allgemein anerkannt wurde.
Auch wenn die Kürschnerbank bis in die heutige Zeit wichtig blieb, brachte die Entfleischmaschine erhebliche Erleichterungen. Fellmann schrieb: „Wer je die Fingerkuppen eines alten Zurichters betrachtet hat, vermag den mit Einführung der Maschine verbundenen Vorteil zu würdigen“. Nach der ersten Ausführung im Jahr 1904 kam 1929 eine verbesserte Maschine in den Handel. Sie konnte drei Arbeitsgänge erledigen, Fleischen, Bäkeln und Ausstoßen, bei einer ausgewiesenen Tagesleistung von 800 bis 1000 Fellen. Besonders die Verarbeiter von billiger Massenware, das waren vor allem Kaninfelle, nutzten die neue Maschine, da es hier nicht in gleichem Maß auf die Qualität ankam wie bei hochwertigen Edelfellen.
Auch als Otto Baumberger in Wahren das Gerät in Lizenz nachbaute, wurde es weiter „Jeute“-Maschine genannt. Ein Patent für eine verbesserte Maschine wurde 1915 von der Firma Theodor Thorer angemeldet.